# Scotocesonia
Scotocesonia là một chi nhện trong họ Gnaphosidae.